# Rütger Hinüber
Rütger Hinüber oder Rötger Hinüber (geboren um 1600; gestorben 29. März 1665 in Hildesheim) war ein deutscher Ratsweinschenk, Kaufmann, Fuhrunternehmer und Postmeister, der „im Niedersächsischen Reichskreis“ ein für die wirtschaftliche und kulturelle Entwicklung des norddeutschen Raumes bedeutendes Postwesen aufbaute.

## Leben
Rütger Hinüber war ein Angehöriger des später in den Reichsadelsstand erhobenen Geschlechtes von Hinüber. Er war Sohn und eines von mehreren Kindern des bergischen Landsassen Hans Hinüber (gestorben 1643 oder 1656), der seit 1569 Besitzer des namengebenden Gutes Hinüber war, und dessen Ehefrau Helene, Tochter des Arndt von der Scheiden und dessen Ehefrau Margarethe.
Während des Dreißigjährigen Krieges ließ sich Rütger Hinüber in Hildesheim nieder, um dort als Ratsweinschenk, Handelsmann und Fuhrherr zu wirken. 1640 begann er, ausgestattet mit einem Eigenkapital von 40000 Talern und einem von Herzog Georg von Braunschweig-Lüneburg erteiltem Privileg zur Postbeförderung, auf eigene Kosten und Gefahr mit dem Aufbau regelmäßiger Reit- und Fahrposten. Dabei stellten sich die während des Krieges anfangs angebotenen Fahrten mit Postkutschen auf Routen wie beispielsweise der Strecke Harburg-Hildesheim-Kassel rasch als unrentabel heraus und wurden daher wieder eingestellt. Ausschließliche Beförderungen von Briefpost durch Postreiter gelangen jedoch ohne größere Behinderungen. Insbesondere der zu Beginn des Jahres 1641 aufgenommene Reitpostkurs Bremen–Hannover–Hildesheim–Kassel wurde als Regelangebot erfolgreich und ermöglichte eine kürzere wie auch schnellere Verbindung zu den von der Familie von Thurn und Taxis angebotenen Linien Hamburg–Köln–Frankfurt und Kassel–Frankfurt. Noch im selben Jahr 1641 wurde Hinüber zum braunschweig-lüneburgischen Postmeister ernannt.
In der Folge ließ Rütger Hinüber verschiedene Posthäuser errichten, beispielsweise 1642 in Hildesheim. Ab demselben Jahr und bis 1659 fungierte Hinüber dort zudem als Taxisscher Postmeister. Weitere Poststationen folgten, darunter 1643 in Hannover der Bau des Hinüberschen Posthofs.
Teils zeitgleich und in rascher Folge erhielt Rütger Hinüber weitere Privilegien zur Postbeförderung; 1642 von der Landgräfin von Hessen, 1648 von der schwedischen Regierung, 1652 vom Kölner Erzbischof und 1658 vom Kurfürsten von Brandenburg, der Hinüber zugleich zum brandenburgischen Postmeister ernannte.
1652 nahm Rütger Hinüber zudem den im Krieg eingestellten Fahrpostbetrieb wieder auf. Sein Eintreten für eine eigenständige Landespost stieß jedoch auf Widerstand der Taxisschen Postverwaltung. Nicht zuletzt aufgrund der politischen Verhältnisse übertrug Hinüber 1660 schließlich sein gesamtes Postwesen inklusive sämtlicher erlangten Konzessionen seinem in Hannover ansässigen Vetter Hans Hinüber.
Von seinem Wohnsitz in Hildesheim aus sorgte Rütger Hinüber jedoch weiterhin für das eigene Familienunternehmen, betrieb insbesondere „heimlich Korrespondenz und wurde auf Betreiben des Hauses Taxis geächtet.“ Damit verbundenen war die Pfändung seiner Güter; erst 1677, rund 12 Jahre nach seinem Tod und auf Veranlassung von Hinübers Sohn Johann Conrad Hinüber, wurde die Güterpfändung aufgehoben.